# Antonio Prata
Pour les articles homonymes, voir Prata.
Antonio Prata, né à São Paulo (Brésil) le 24 août 1977, est un écrivain et scénariste brésilien.

## Filmographie

### Au cinéma
- 2014 : Rio, Eu Te Amo (Rio, I Love You, segment "A Musa")

### À la télévision
- 2012 : Avenida Brasil (série TV, 94 épisodes)
- 2013 : O Negócio (série TV, 1 épisode)
- 2013 : Agora Sim! (série TV, 3 épisodes)
- 2015 : Os Experientes (série TV, 1 épisode)